# Années 530 av. J.-C.
Les années 530 av. J.-C. couvrent les années de 539 av. J.-C. à 530 av. J.-C.

## Événements
- 538 av. J.-C. : fin du règne de Malenaken. La capitale du royaume de Kouch est transférée de Napata à Méroé, entre la Ve et la VIe cataracte[1]. Mais les souverains coushites se feront enterrer à Napata jusqu’à la fin du IVe siècle. Le royaume de Méroé va durer près de mille ans, dirigé pratiquement par la même famille. C’est une monarchie élective, le roi étant choisi par les grands du royaume parmi les princes du sang pour ses qualités. Alors que la région de Napata est devenue aride, Méroé est environné de terres fertiles où peuvent être aménagés de grands bassins d’irrigation. Méroé devient un centre important de la fonte et du travail du fer.

- 536 av. J.-C. : Xing shu (刑 書), premier code de loi écrit en Chine, gravé sur des chaudrons par Zichan (en), premier ministre de Zheng[2].
- 535-450 av. J.-C. : dynastie des Magonides à Carthage[3]. Prépondérance de Carthage en Méditerranée occidentale à la place de Tyr. Carthage reçoit l’argent et l’étain du royaume de Tartessos par l’intermédiaire du comptoir de Gadès (Cadix).

### Proche-Orient
- 539 av. J.-C. :

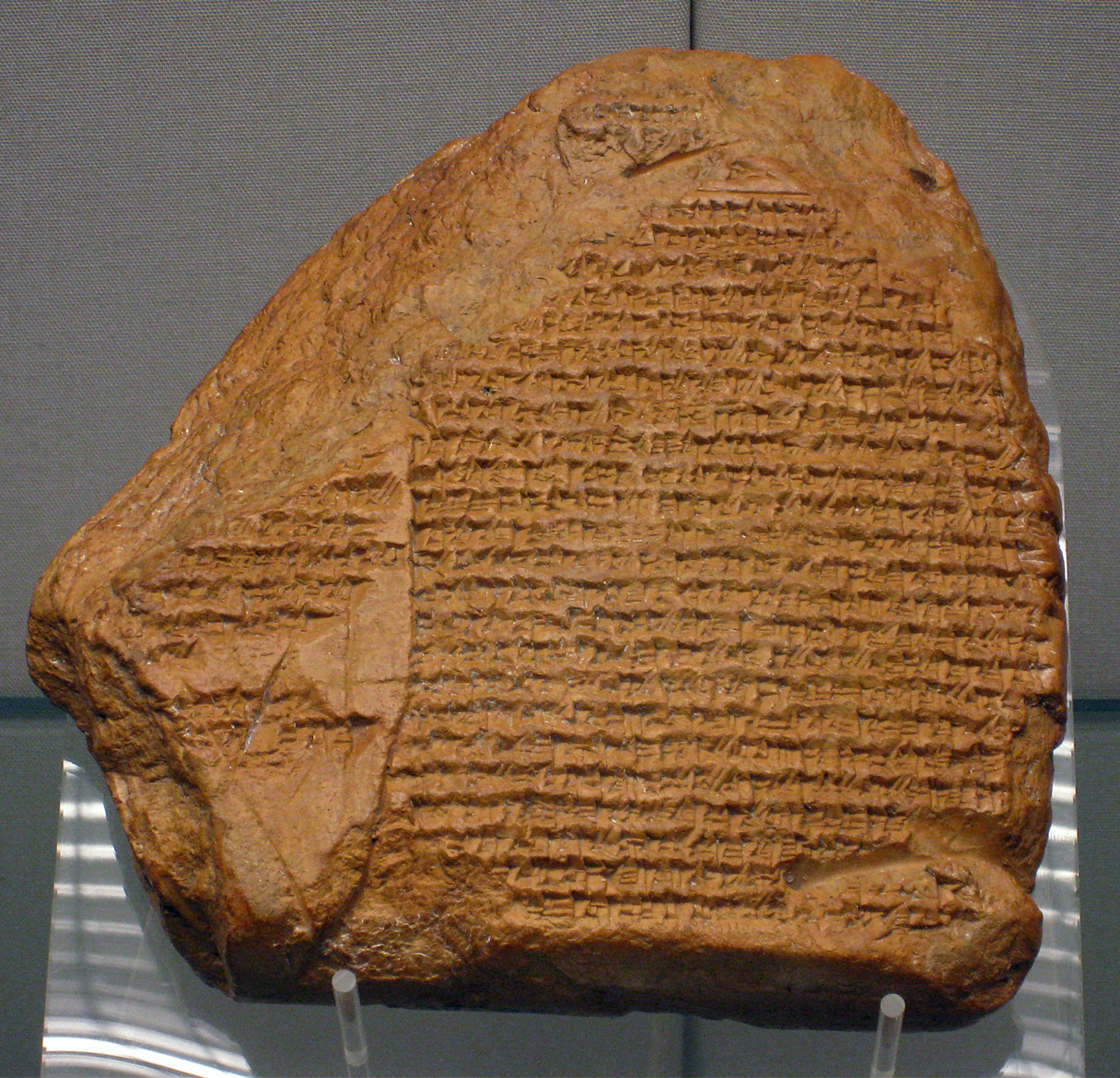
La chronique de Nabonide, qui relate les évènements de 539.

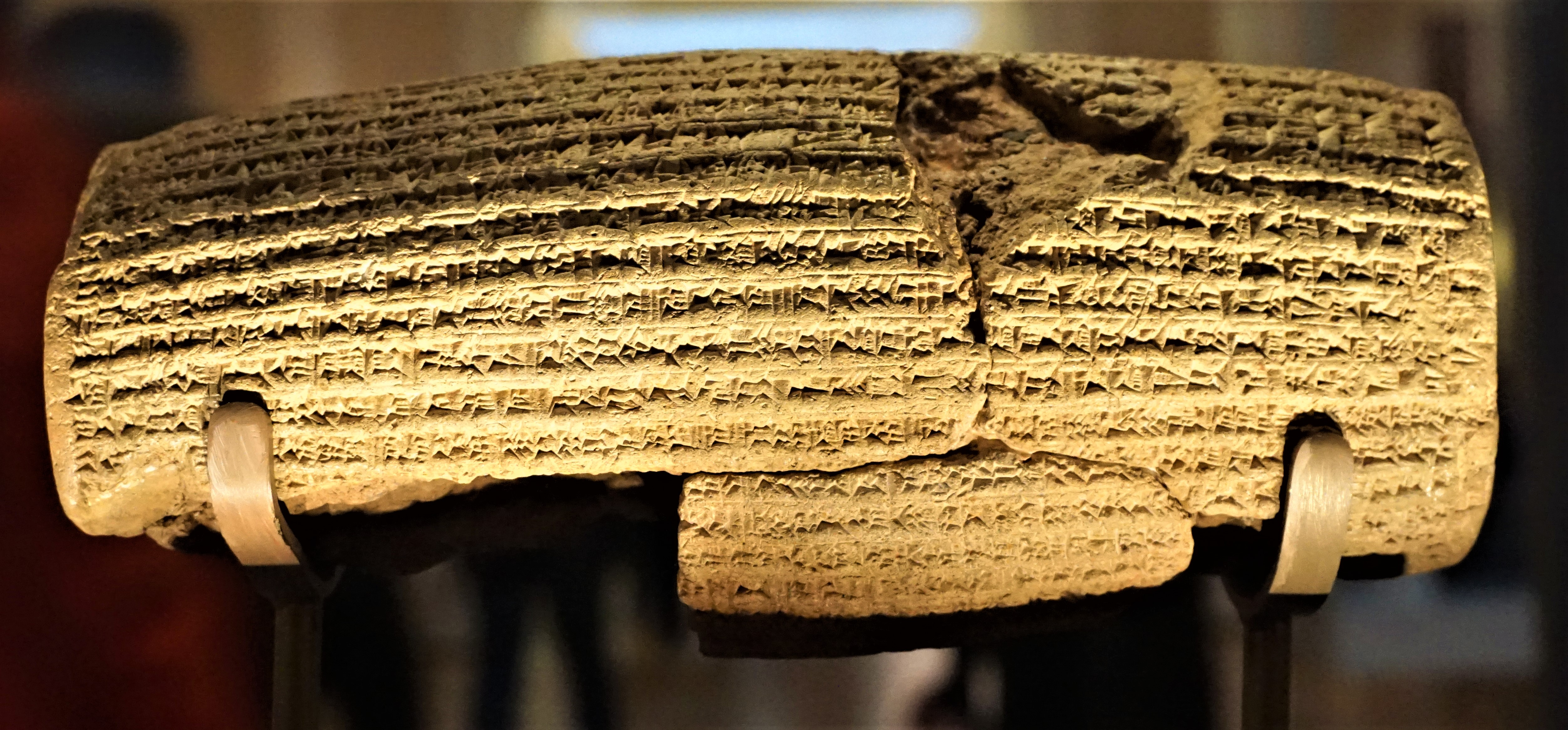
Le cylindre de Cyrus relatif aux événements qui suivent la prise de Babylone, British Museum.

  - Été : craignant une invasion perse et pour affermir son pouvoir spirituel, Nabonide a fait transporter à Babylone toutes les images des dieux de la Mésopotamie du sud[4]. Les populations sont démoralisées
  - 26 septembre : victoire perse sur les Babyloniens à Opis[5]. Le roi perse Cyrus II marche sur la Babylonie désemparée par le long éloignement de Nabonide à Taima et par son fanatisme en faveur de Sîn. Ugbaru (Gobryas), gouverneur du Gutium, abandonne le roi[6]. Nabonide ne semble pas avoir compris le danger qui menace l’empire. Toute son action paraît en décalage complet avec la situation[7].
  - 11 octobre : prise sans coup férir de Sippar par les troupes perses[5].
  - 12 octobre[5] : l’armée perse prend Babylone un jour de fête, sans combats, en passant par le lit de l’Euphrate (période des basses-eaux). Le clergé de Marduk ouvre la capitale. Balthazar est tué dans le palais, Nabonide est fait prisonnier (ou nommé gouverneur de Carmanie, en Iran). La ville n'est pas pillée[6].
  - 29 octobre : Cyrus II entre dans Babylone. Il se pose en libérateur, se faisant reconnaître comme roi par la volonté de Marduk sans annexer le pays[5]. Le gouvernement de la Babylonie est confié à Ugbaru (Gobryas), puis à sa mort en 538 av. J.-C., Cambyse, fils de Cyrus, devient vice-roi de Babylone[6].

- 538 av. J.-C. : édit d’Ecbatane[9]. Cyrus II se concilie les populations soumises par Babylone en leur restituant leurs divinités. Il autorise par un édit le retour des Juifs en captivité à Babylone de retourner s’installer en Judée s’ils le désirent et ordonne la reconstruction du Temple au frais du trésor royal. Mais la situation économique n’est pas très favorable et beaucoup restent en Babylonie. Environ 4 000 d’entre eux rentrent progressivement d’après les évaluations des archéologues[10] (soit seulement 10 % des chiffres avancés par Ezra). Durant leur exil, le territoire de Juda a été occupé par des Phéniciens, des Grecs et des Edomites (dans le sud de la Judée). Sheshbasar (Zorobabel)[réf. nécessaire], prince de Juda, se voit confier les vases sacrés avec mission de rebâtir le Temple de Jérusalem. Il reçoit le titre de peḥâh, préfet ou gouverneur de la province perse de Juda. Il récolte beaucoup de fonds mais rassemble peu d’exilés. Arrivé à Jérusalem, il pose les fondations du temple mais les travaux s’arrêtent assez vite et sont probablement abandonnés à la fin du règne de Cyrus (530 av. J.-C.). Les rapatriés de Babylone refusent de se mêler à la population juive restée sur place, des paysans que les Juifs appellent peuple de la terre (am haarets). L’hostilité entre les deux groupes croît rapidement. Dans les années qui suivent, les récoltes sont mauvaises et la famine s’empare du pays[11].

### Europe
- Vers 540 av. J.-C. :

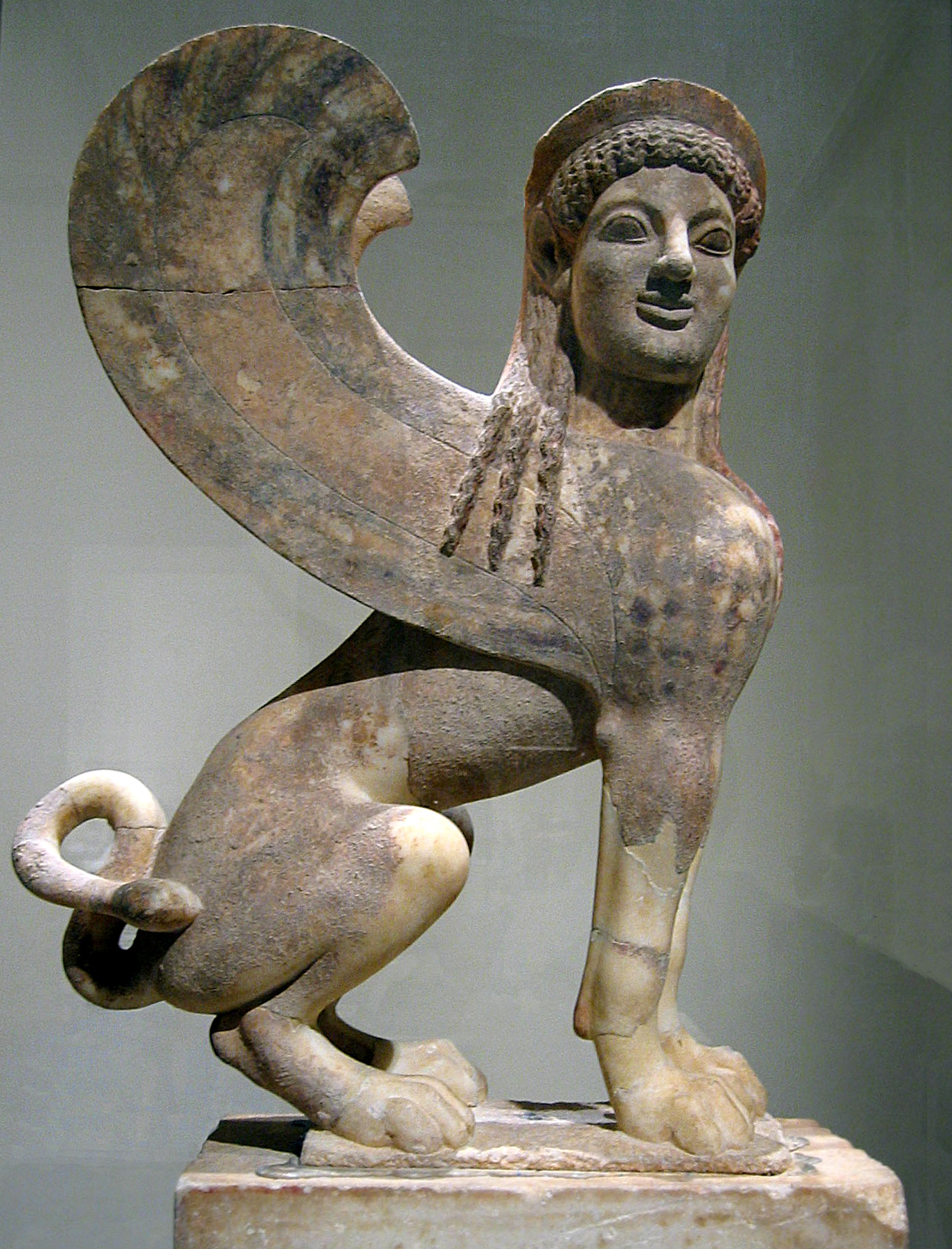
Sculpture d'une Sphinge placée à l'origine sur la stèle funéraire d'une petite fille. Attique, vers 530 av. J.-C.

  - sur le site d’Arles, fondation d’un emporion appelé Thélinè (la fertile) par les grecs de Marseille[12].
  - en Grande-Grèce, la ville de Siris est détruite par ses voisines Sybaris, Métaponte et Crotone[13] qu’elle concurrençait pour le portage dans le Bruttium.
- Vers 540-535  av. J.-C. : défaite des Phocéens, qui tentaient de coloniser la Corse, face aux Carthaginois alliés aux Étrusques (Caere) à la bataille d'Alalia. Les prisonniers sont lapidés par les Caerites. Les Marseillais se considèrent comme victorieux tandis que les Phocéens quittent Alalia pour fonder Vélia, en Lucanie[14]. Début de l’occupation de la Sardaigne par Carthage.
- Vers 540-498 av. J.-C. : règne d’Amyntas Ier en Macédoine[15].

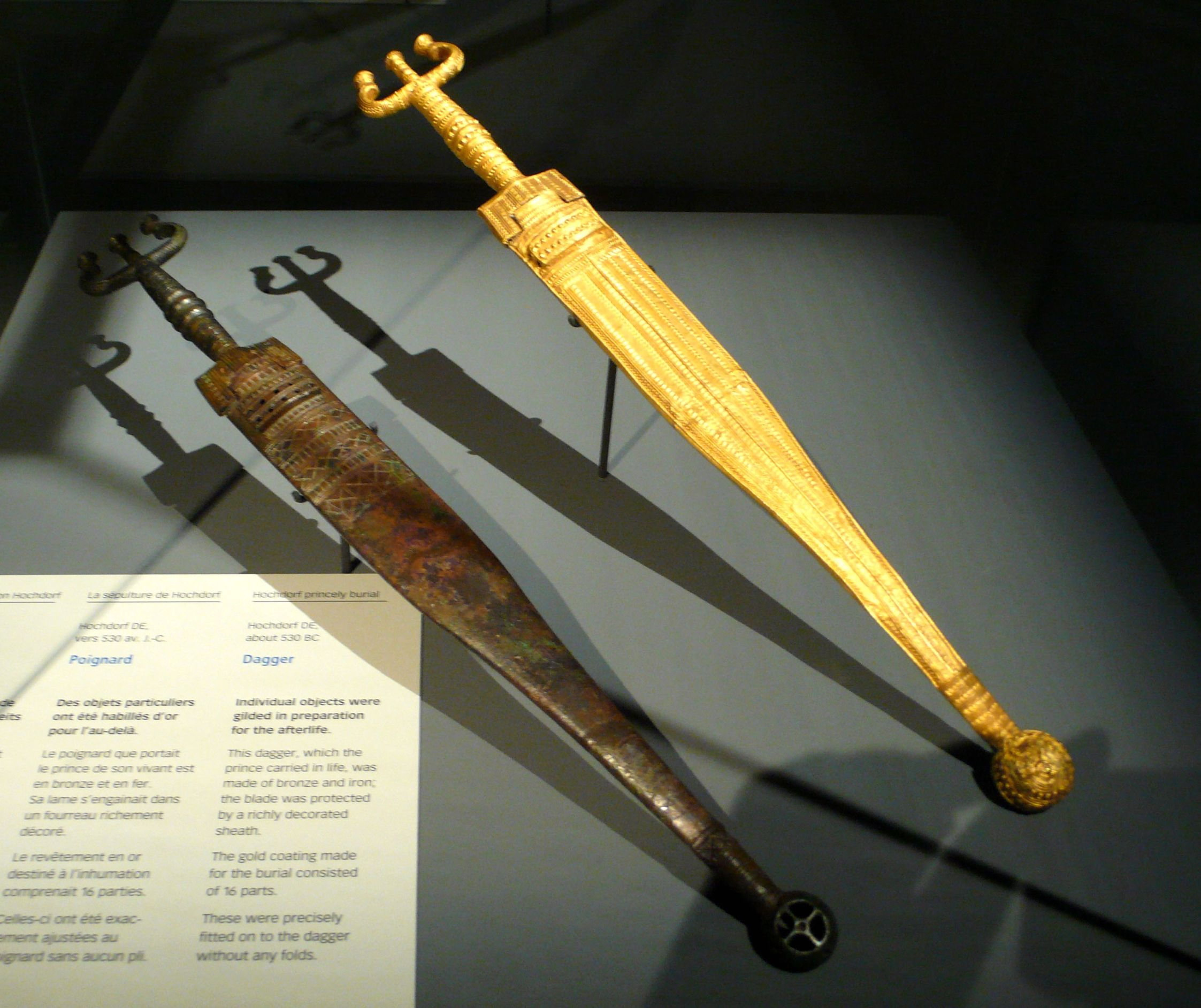
Poignard à antennes dans son fourreau de la sépulture de Hochdorf.

- Vers 540-530 av. J.-C. : tombe princière de Hochdorf, près de Stuttgart[16]. La chambre funéraire, en rondins de chênes, mesure 4,7 mètres de côtés. Des tentures sont étalées au sol et sur les parois, accrochées à l’aide de pitons en fer et réunies par des fibules. Le prince, âgé d’une quarantaine d’années, mesure 1,87 mètre. Il est allongé exceptionnellement non pas sur un char mais sur une litière en tôle de bronze de 2,75 m de long (kliné), supportée par des roulettes. Des fibules en bronze et en or retiennent son vêtement ; il porte un chapeau en écorce de bouleau soigneusement cousu, et autour du cou, un collier d’or, des perles d’ambre et un petit sac contenant un nécessaire de toilette (coupe-ongles, peigne, rasoir, trois hameçons). Un brassard en or entoure son poignet droit. Des feuilles d’or recouvrent la poignée et le fourreau de son poignard, sa plaque de ceinture et ses chaussures de cuir. La banquette était rembourrée d’étoffes, de fourrures, de poils de blaireau, de filasse de chanvre, de fleurs et de brindilles. Sous la tête est placé un coussin de brins d’herbes tissés et nattés. Neuf cornes à boire, décorées de bandelettes de feuilles d’or, sont suspendues le long d’une paroi. L’une d’elles, en fer, a une contenance de 5,5 litres. Un chaudron en bronze de 500 litres, venant sans doute d’ateliers grecs et ayant contenu de l’hydromel, repose aux pieds du prince. Sur le char bardé de fer, sont disposés des bassins et des assiettes en bronze, une hache, un couteau et une pointe de lance en fer, des éléments de harnachement et un long aiguillon en bois.
- 535-522 av. J.-C. : règne de Polycrate, tyran de Samos. Il s’empare du pouvoir avec ses deux frères Pantagnotos et Syloson, qu’il éliminera plus tard, en exploitant le mécontentement contre l’aristocratie. Samos domine l’Égée grâce à sa flotte et à son corps d’archers[17]. Polycrate entreprend la reconstruction du grand temple d’Héra à Samos, détruit par un incendie, qui ne sera jamais achevée[18]. Sous son règne l’architecte Eupalinos de Mégare construit un tunnel qui approvisionne Samos en eau[19].

- 534 av. J.-C. :
  - création d’un concours de tragédie à Athènes lors des fêtes du dieu Dionysos. Thespis en aurait été le vainqueur. Il invente le théâtre en isolant un personnage du chœur pour en faire un acteur dialoguant avec ce dernier[20].
  - Les Étrusques fondent la ville de Bologne, en Italie, sous le nom de Felsina[21].

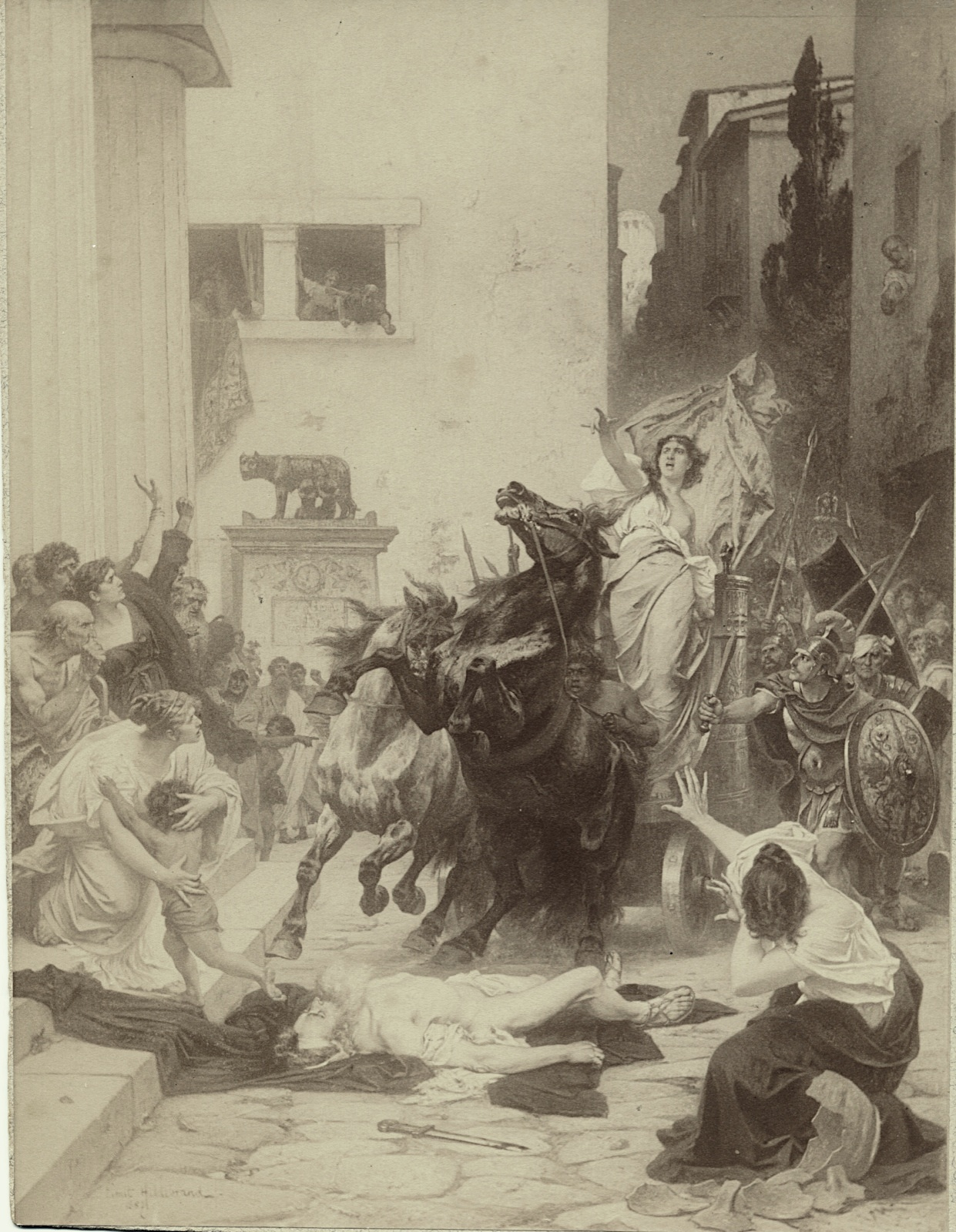
Tullia conduisant son équipage sur le corps de son père mourant, devant le Capitole, Ernst Hildebrand, vers 1885-1887

- 534-509 av. J.-C. : règne de Tarquin le Superbe, roi de Rome. Tarquin assassine son beau-père Servius Tullius, interdit ses funérailles et fait assassiner les sénateurs qui lui sont fidèles. Il abolit la constitution et introduit un régime de tyrannie[22]. Il étend la domination romaine par ses guerres contre les Volsques et les Èques et l’établissement de colonies destinées à contenir les vaincus (Signia et Circéi). À l’intérieur, il frappe l’aristocratie et par l’exagération simultanée des charges militaires et financières, provoque le mécontentement général.

- 532 av. J.-C. : 

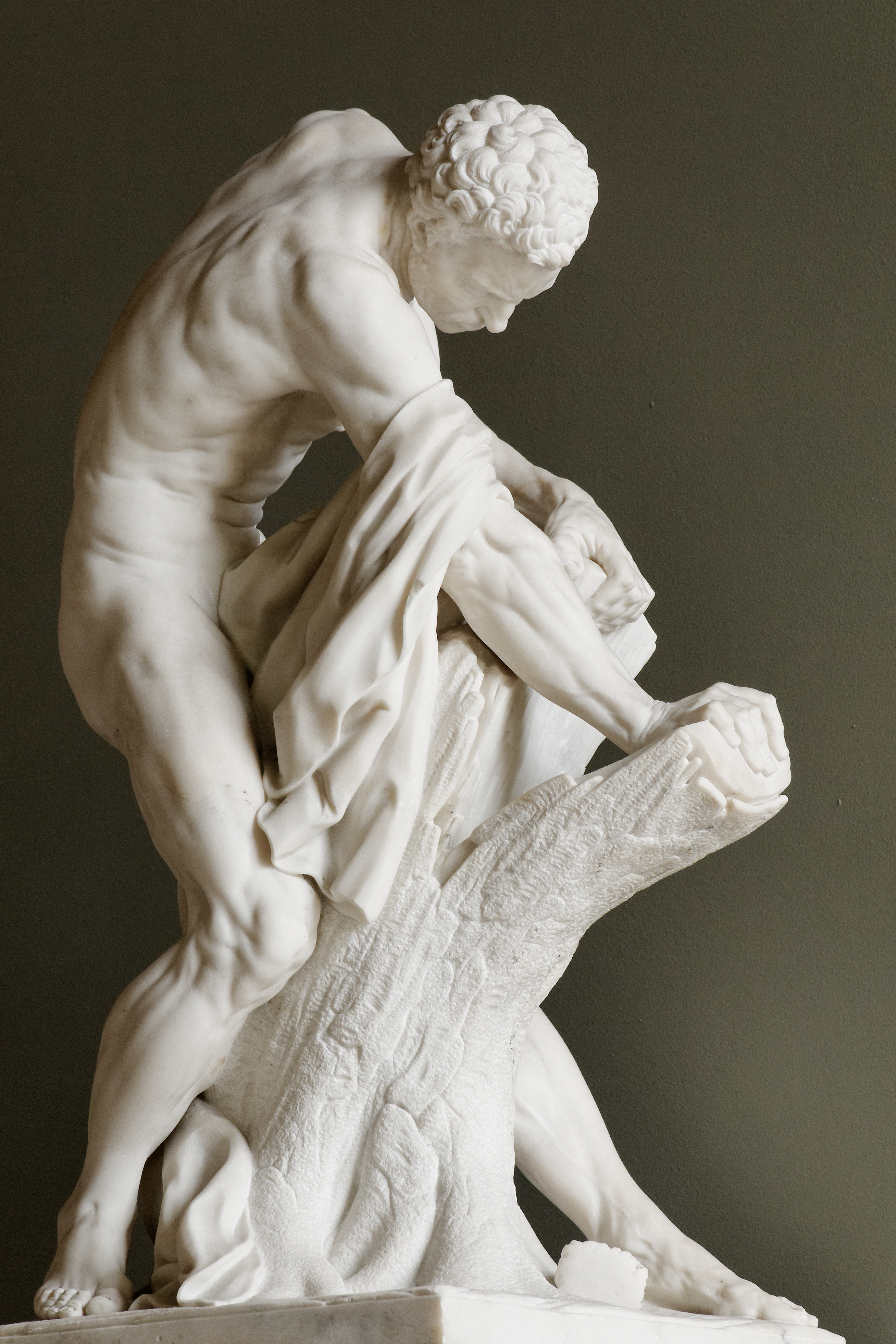
Milon de Crotone, sculpture de Edme Dumont, 1768.

  - Pythagore, exilé par le tyran Polycrate, quitte Samos pour Crotone, puis Métaponte, en Italie[23]. À Crotone, il crée une école de sagesse. Il donne aussi à cette cité des lois aristocratiques.
  - premier titre olympique senior pour Milon de Crotone en lutte. Élève de Pythagore, cet athlète emblématique des Jeux olympiques antiques parvient ensuite à conserver sa couronne en lutte à l’occasion des cinq Jeux olympiques suivants, portant ainsi à six le nombre de ses victoires olympiques[24].
- 531 av. J.-C. (date approximative) : fondation de Dicéarchie (Cité de la Justice) sur le site de Pouzzoles par des colons de Samos sous l'égide de Cumes, en Campanie[25].